# موزس هارمن

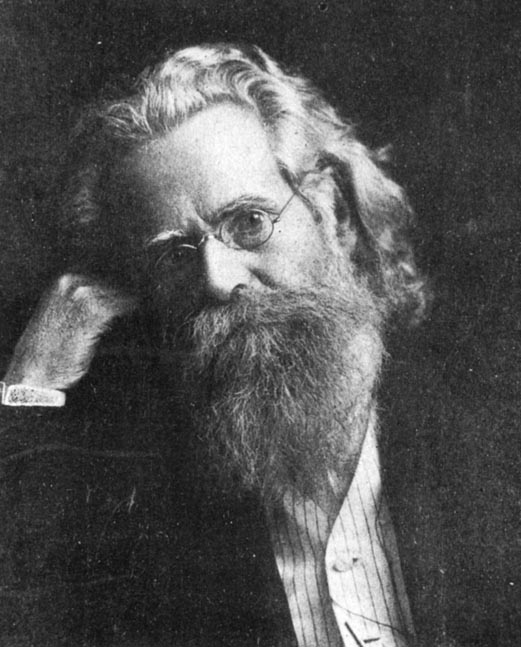
موزس هارمن

موزس هارمن (به انگلیسی: Moses Harman) (زادهٔ ۱۲ اکتبر ۱۸۳۰-درگذشتهٔ ۳۰ ژانویهٔ ۱۹۱۰ میلادی) یک آموزگار و ناشر اهل کشور ایالات متحده آمریکا بود. وی یکی از چهره‌ها و حامیان وفادار به حقوق زنان بود. او طبق قوانین کامستاک و به دلیل انتشار مقالاتی در مجلهٔ آنارشیست خود به نام لوسیفر مورد پیگرد قانونی قرار گرفت. وی چندین بار به دلیل انتشار مقالات ادعا شده «غیراخلاقی» دستگیر و زندانی شد. دختر او لیلیان هارمن نیز از چهره‌های آنارشیست شناخته شده بود.

## زندگی‌نامه
موزس هارمن در تاریخ ۱۲ اکتبر ۱۸۳۰ و در شهرستان پندلتن، ویرجینیای غربی متولد شد.پدر او جاب و مادرش نانسی هارمن نام داشت. پس از آنها به شهرستان کرافورد، میزوری مهاجرت کردند. هارمن به کالج آرکادیا رفت. پس از به پایان بردن دوران تحصیل وی به عنوان کشیش مبلغ و معلم مشغول به کار شد.
هارمن در سال ۱۸۶۶ با سوزان اشنوک ازدواج کرد. با وجود آنکه آنها چندین فرزند داشتند اما تنها دوتای آنها باقی ماندند و سوزان نیز در حین زایمان در سال ۱۸۷۷ درگذشت. هارمن در پی درگذشت همسرش کار برای کلیسا را رها کرد و به مشارکت در اصلاح نژاد و اصلاحات اجتماعی پرداخت. او در سال ۱۸۸۱ روزنامهٔ کانزاس لیبرال را در ولی فالز، کانزاس ویرایش کرد.هارمن به عنوان یکی از بنیانگذاران جنبش به‌نژادی «او آغازگر این تلاش بود. به واسطه مجله‌اش لوسیفر که بعدها نام مجله به نژادی را به خود گرفت و با تشویق حلقه کوچکی از مردان و زنان سرسخت او با تلاش به بالا بردن و ساختن انسان بهتر و قویتر کمک کرد.»
در سال ۱۸۸۱ هارمن ویرایش مشترکی را در ولی فالز لیبرال انجام می‌داد که نهایتاً سردبیر آن شد. در ۲۴اوت ۱۸۸۳ نام انتشارات را به لوسیفر آورنده روشنایی تغییر داد. او مکان دفتر روزنامه را چندین بار به دلایل فلسفی و مالی به توپیکا، کانزاس در سال ۱۸۹۰ به شیکاگو در سال ۱۸۹۶ و لس آنجلس در سال ۱۹۰۸ تغییر داد. نام روزنامه نیز در سال ۱۹۰۶ به  آمریکن جورنال آو آگنیکس (یا مجله به‌نژادی آمریکا) تغییر داد.
مقالاتی که در لوسیفر به چاپ میرسدند به بحث دربارهٔ موضوعاتی مانند مذهب، روابط و پرورش فرزندان می‌پرداخت. هارمن در طول حیات کاری خود تمام اشکال دین و حکومت از جمله ازدواج را رد کرد و به ترویج و تبلیغ آزادی، عشق، خرد و استفاده از دانش پرداخت. به دلیل طبیعت رادیکال دیدگاه‌ها و همین‌طور انتشاراتش به‌طور مرتب با تمسخر روبرو می‌شد و همواره درگیر رویاروی با پرونده‌های حقوقی، اتهام بی‌اخلاقی و و مسائل مربوط به پست کردن آنچه که از طریق خدمات پستی ایالات متحده آمریکا مجرمانه محسوب می‌شد بود، به تبع آن هارمن در سالهای ۱۸۹۰ چندین بار توسط دادگاه محکوم و بعد آزاد شد.
او در سن ۷۹ سالگی و در ژانویهٔ ۱۹۱۰ در شهر لس آنجلس درگذشت..